# Champions Trophy mannen 2000
De 22ste editie van de strijd om de Champions Trophy had plaats van zaterdag 27 mei tot en met zondag 4 juni 2000 in het Wagener-stadion in Amstelveen. Deelnemende landen waren: titelverdediger Australië, Groot-Brittannië, gastland Nederland, Spanje, West-Duitsland en Zuid-Korea. Het was, net als een jaar eerder in Brisbane, een 'dubbelhockeytoernooi': tegelijkertijd werd het vrouwentoernooi afgewerkt. De organisatie zag zich genoodzaakt het gehele wedstrijdprogramma van zondag 27 mei te schrappen en te verplaatsen naar maandag 28 mei vanwege een orkaan.
Jacques Brinkman miste het slot van het toernooi in Amstelveen. De Nederlandse recordinternational kreeg tijdens het groepsduel met Australië een stick op zijn knie van de net door de FIH tot beste speler van de wereld gekroonde Jay Stacy. Dit resulteerde in een gebroken knieschijf. Brinkman had zijn blessure aanvankelijk niet in de gaten en speelde 'gewoon' door. Hij bleek net op tijd hersteld voor de Olympische Spelen in Sydney, later dat jaar.

## Selecties

### Australië
1. Michael Brennan
2. Jason Duff
3. Troy Elder
4. James Elmer
5. Damon Diletti
6. Lachlan Dreher
7. Jeremy Hiskins

1. Matthew Smith
2. Jay Stacy
3. Stephen Davies
4. Michael York
5. Craig Victory
6. Stephen Holt
7. Matthew Wells

1. Murray Richards
2. Brent Livermore
3. Dean Butler
4. Bevan George

- Bondscoach

Terry Walsh

### Duitsland
1. Christopher Reitz
2. Clemens Arnold
3. Philipp Crone
4. Eike Duckwitz
5. Christian Wein
6. Björn Michel
7. Sascha Reinelt

1. Oliver Domke
2. Christoph Eimer
3. Björn Emmerling
4. Christoph Bechmann
5. Michael Green
6. Tibor Weißenborn
7. Florian Kunz

1. Christian Mayerhöfer
2. Matthias Witthaus
3. Ulrich Moissl
4. Florian Keller

- Bondscoach

Paul Lissek

### Groot-Brittannië
1. Simon Mason
2. Simon Triggs
3. Jon Wyatt
4. Bill Waugh
5. Tom Bertram
6. Craig Parnham
7. Guy Fordham

1. Ben Sharpe
2. Mark Pearn
3. Jimmy Wallis
4. Andy Humphrey
5. Duncan Woods
6. Danny Hall
7. Russell Garcia

1. Calum Giles
2. David Hacker
3. David Mathews
4. Michael Johnson

- Bondscoach

Barry Dancer

### Nederland
1. Ronald Jansen
2. Erik Jazet
3. Wouter van Pelt
4. Sander van der Weide
5. Jacques Brinkman
6. Piet-Hein Geeris
7. Stephan Veen

1. Jeroen Delmee
2. Guus Vogels
3. Teun de Nooijer
4. Remco van Wijk
5. Jaap-Derk Buma
6. Peter Windt
7. Marten Eikelboom

1. Paul van Esseveldt
2. Diederik van Weel
3. Taeke Taekema
4. Matthijs Brouwer

- Bondscoach

Maurits Hendriks

### Spanje
1. Ramón Jufresa
2. Xavier Ribas
3. Joaquim Malgosa
4. Jaume Amat
5. Francisco Fábregas
6. Pol Amat
7. Jordi Casas

1. Javier Arnau
2. Ramón Sala
3. Juan Dinarés
4. Josep Sánchez
5. Pablo Usoz
6. Bernardino Herrera
7. Rodrigo Garza

1. Eduard Tubau
2. Jordi Quintana
3. Santi Freixa
4. Albert Sala

- Bondscoach

Antonio Forrellat

### Zuid-Korea
1. Kim Yoon
2. Ji Seung-hwan
3. Kim Min-shik
4. Kim Chel-hwan
5. Kim Yong-bae
6. Kim Hyung-bae
7. Kim Kyung-seok

1. Kim Jung-chul
2. Song Seung-tae
3. Kang Keon-wook
4. Hwang Jong-hyun
5. Lim Jung-woo
6. Jeon Jong-ha
7. Jeon Hong-kwon

1. Yeo Woon-kon
2. Lim Jong-chun
3. Seo Jong-ho
4. Han Seong-jin

- Bondscoach

Kim Sang-ryul

## Voorronde
| 27 mei 10:05 |       |           |                                                                            |
| Spanje       | 2 – 1 | Duitsland | Wagener Stadion Scheidsrechters: Raymond O'Connor (IRL) Donald Prior (AUS) |
|              |       |           | Wagener Stadion Scheidsrechters: Raymond O'Connor (IRL) Donald Prior (AUS) |

| 27 mei 12:35 |       |            |                                                                         |
| Australië    | 2 – 0 | Zuid-Korea | Wagener Stadion Scheidsrechters: Jos Gorissen (NED) Henrik Ehlers (DEN) |
|              |       |            | Wagener Stadion Scheidsrechters: Jos Gorissen (NED) Henrik Ehlers (DEN) |

| 27 mei 17:35     |       |           |                                                                          |
| Groot-Brittannië | 1 – 2 | Nederland | Wagener Stadion Scheidsrechters: Santiago Deo (ESP) Richard Wolter (GER) |
|                  |       |           | Wagener Stadion Scheidsrechters: Santiago Deo (ESP) Richard Wolter (GER) |

| 29 mei 10:30 |       |        |                                                                          |
| Australië    | 1 – 1 | Spanje | Wagener Stadion Scheidsrechters: Peter von Reth (NED) Sumesh Putra (CAN) |
|              |       |        | Wagener Stadion Scheidsrechters: Peter von Reth (NED) Sumesh Putra (CAN) |

| 29 mei 12:00 |       |           |                                                                      |
| Zuid-Korea   | 0 – 1 | Nederland | Wagener Stadion Scheidsrechters: Santiago Deo (ESP) Eric Denis (BEL) |
|              |       |           | Wagener Stadion Scheidsrechters: Santiago Deo (ESP) Eric Denis (BEL) |

| 29 mei 14:30     |       |           |                                                                         |
| Groot-Brittannië | 0 – 4 | Duitsland | Wagener Stadion Scheidsrechters: Henrik Ehlers (DEN) Jos Gorissen (NED) |
|                  |       |           | Wagener Stadion Scheidsrechters: Henrik Ehlers (DEN) Jos Gorissen (NED) |

| 30 mei 12:00 |       |                  |                                                                              |
| Australië    | 3 – 3 | Groot-Brittannië | Wagener Stadion Scheidsrechters: Raymond O'Connor (IRL) Peter von Reth (NED) |
|              |       |                  | Wagener Stadion Scheidsrechters: Raymond O'Connor (IRL) Peter von Reth (NED) |

| 30 mei 14:30 |       |            |                                                                           |
| Spanje       | 0 – 1 | Zuid-Korea | Wagener Stadion Scheidsrechters: Henrik Ehlers (DEN) Richard Wolter (GER) |
|              |       |            | Wagener Stadion Scheidsrechters: Henrik Ehlers (DEN) Richard Wolter (GER) |

| 30 mei 17:00 |       |           |                                                                      |
| Nederland    | 3 – 2 | Duitsland | Wagener Stadion Scheidsrechters: Eric Denis (BEL) Sumesh Putra (CAN) |
|              |       |           | Wagener Stadion Scheidsrechters: Eric Denis (BEL) Sumesh Putra (CAN) |

| 1 juni 10:00 |       |            |                                                                        |
| Duitsland    | 3 – 1 | Zuid-Korea | Wagener Stadion Scheidsrechters: Jos Gorissen (NED) Sumesh Putra (CAN) |
|              |       |            | Wagener Stadion Scheidsrechters: Jos Gorissen (NED) Sumesh Putra (CAN) |

| 1 juni 12:00     |       |        |                                                                        |
| Groot-Brittannië | 1 – 5 | Spanje | Wagener Stadion Scheidsrechters: Eric Denis (BEL) Richard Wolter (GER) |
|                  |       |        | Wagener Stadion Scheidsrechters: Eric Denis (BEL) Richard Wolter (GER) |

| 1 juni 14:30 |       |           |                                                                            |
| Nederland    | 3 – 1 | Australië | Wagener Stadion Scheidsrechters: Santiago Deo (ESP) Raymond O'Connor (IRL) |
|              |       |           | Wagener Stadion Scheidsrechters: Santiago Deo (ESP) Raymond O'Connor (IRL) |

| 2 juni 14:30 |       |        |                                                                             |
| Nederland    | 1 – 0 | Spanje | Wagener Stadion Scheidsrechters: Henrik Ehlers (DEN) Raymond O'Connor (IRL) |
|              |       |        | Wagener Stadion Scheidsrechters: Henrik Ehlers (DEN) Raymond O'Connor (IRL) |

| 2 juni 17:00 |       |           |                                                                        |
| Duitsland    | 4 – 2 | Australië | Wagener Stadion Scheidsrechters: Peter von Reth (NED) Eric Denis (BEL) |
|              |       |           | Wagener Stadion Scheidsrechters: Peter von Reth (NED) Eric Denis (BEL) |

| 2 juni 19:30 |       |                  |                                                                        |
| Zuid-Korea   | 3 – 1 | Groot-Brittannië | Wagener Stadion Scheidsrechters: Santiago Deo (ESP) Jos Gorissen (NED) |
|              |       |                  | Wagener Stadion Scheidsrechters: Santiago Deo (ESP) Jos Gorissen (NED) |

## Eindstand voorronde
| № | Land             | WG | W | G | V | DV | DT | +/– | Punten |
| - | ---------------- | -- | - | - | - | -- | -- | --- | ------ |
| 1 | Nederland        | 5  | 5 | 0 | 0 | 10 | 4  | +6  | 15     |
| 2 | Duitsland        | 5  | 3 | 0 | 2 | 14 | 8  | +2  | 9      |
| 3 | Spanje           | 5  | 2 | 1 | 2 | 8  | 5  | +3  | 7      |
| 4 | Zuid-Korea       | 5  | 2 | 0 | 3 | 5  | 7  | –2  | 6      |
| 5 | Australië        | 5  | 1 | 2 | 2 | 9  | 11 | –2  | 5      |
| 6 | Groot-Brittannië | 5  | 0 | 1 | 4 | 6  | 17 | –11 | 1      |

## Play-offs
Om vijfde plaats
| 4 juni 10:00                                            |       |                                 |                                                          |
| Australië                                               | 3 – 2 | Groot-Brittannië                | Scheidsrechters: Richard Wolter (GER) Sumesh Putra (CAN) |
| Jeremy Hiskins 17' Jeremy Hiskins 19' Matthew Smith 37' |       | 29' Calum Giles 41' Calum Giles | Scheidsrechters: Richard Wolter (GER) Sumesh Putra (CAN) |

Troostfinale
| 4 juni 12:30 |       |                                                      |                                                           |
| Spanje       | 0 – 3 | Zuid-Korea                                           | Scheidsrechters: Peter von Reth (NED) Henrik Ehlers (DEN) |
|              |       | 22' Yeo Woon-kon 30' Jeon Jong-ha 51' Song Seung-tae | Scheidsrechters: Peter von Reth (NED) Henrik Ehlers (DEN) |

Finale
| 4 juni 15:00                          |            |                  |                                                        |
| Nederland                             | 2 – 1 (nv) | Duitsland        | Scheidsrechters: Santiago Deo (ESP) Ray O'Connor (IRL) |
| Marten Eikelboom 11' Stephan Veen 81' |            | 54' Oliver Domke | Scheidsrechters: Santiago Deo (ESP) Ray O'Connor (IRL) |

## Eindstand
1. Nederland
2. Duitsland
3. Zuid-Korea
4. Spanje
5. Australië
6. Groot-Brittannië

## Topscorers
| 1. | Oliver Domke | Duitsland | 4 |
|    | Eduard Tubau | Spanje    | 4 |
|    | Stephan Veen | Nederland | 4 |

Mannen:
Lahore 1978 ·
Karachi 1980 ·
Karachi 1981 ·
Amstelveen 1982 ·
Karachi 1983 ·
Karachi 1984 ·
Perth 1985 ·
Karachi 1986 ·
Amstelveen 1987 ·
Lahore 1988 ·
Berlijn 1989 ·
Melbourne 1990 ·
Berlijn 1991 ·
Karachi 1992 ·
Kuala Lumpur 1993 ·
Lahore 1994 ·
Berlijn 1995 ·
Chennai 1996 ·
Adelaide 1997 ·
Lahore 1998 ·
Brisbane 1999 ·
Amstelveen 2000 ·
Rotterdam 2001 ·
Keulen 2002 ·
Amstelveen 2003 ·
Lahore 2004 ·
Chennai 2005 ·
Barcelona 2006 ·
Kuala Lumpur 2007 ·
Rotterdam 2008 ·
Melbourne 2009 ·
Mönchengladbach 2010 ·
Auckland 2011 ·
Melbourne 2012 ·
Bhubaneswar 2014 ·
Londen 2016 ·
Breda 2018
Vrouwen:
Amstelveen 1987 ·
Frankfurt 1989 ·
Berlijn 1991 ·
Amstelveen 1993 ·
Mar del Plata 1995 ·
Berlijn 1997 ·
Brisbane 1999 ·
Amstelveen 2000 ·
Amstelveen 2001 ·
Macau 2002 ·
Sydney 2003 ·
Rosario 2004 ·
Canberra 2005 ·
Amstelveen 2006 ·
Quilmes 2007 ·
Mönchengladbach 2008 ·
Melbourne 2009 ·
Nottingham 2010 ·
Amstelveen 2011 ·
Rosario 2012 ·
Mendoza 2014 ·
Londen 2016 ·
Changzhou 2018